# What Is Love? (canción de Play)
"What Is Love?" (en español ¿Qué Es Amor?) es una canción del grupo sueco Play, grabada para su segundo álbum de estudio Replay.

## Información
La canción fue escrita por Joseph Belmaati, Kara DioGuardi, Mich Hansen y Robyn Carlsson. La canción explica lo que es el amor.

## Versiones
La canción ha sido grabada por varios artistas, entre ellos se encuentran:
- Raven-Symoné - This Is My Time (2004)[4]
- Peter Andre - The Long Road Back (2004)[5]